# روبرتو اوگونسی
روبرتو اوگونسی (انگلیسی: Roberto Ogunseye؛ زادهٔ ۱۶ مهٔ ۱۹۹۵) بازیکن فوتبال است.